# روبن بيترز
روبن بيترز (30 مارس 1997 ببلجيكا - ) هو لاعب كرة قدم بلجيكي في مركز الوسط. لعب مع نادي سينت ترويدن.

## وصلات خارجية
- روبن بيترز على موقع قاعدة بيانات كرة القدم.إي يو (الإنجليزية)
- روبن بيترز على موقع Soccerway.com (الإنجليزية)